# 2021年世界速度滑冰锦标赛
2021年世界速度滑冰锦标赛于2021年2月11日至14日在荷兰海伦芬进行。此次比赛原定于2021年2月25日至28日在中国北京国家速滑馆进行，作为2022年北京冬奥速度滑冰项目的测试赛。然而受2019冠状病毒病疫情影响，中国放弃了该赛事主办权，该赛事也不再是冬奥测试赛。最终荷兰海伦芬获得该赛事的主办权，比赛也被重新安排到2021年2月11日至14日进行。
比赛开赛时，全球依旧受2019冠状病毒病疫情困扰，为防止感染扩大，国际滑冰联盟针对包括该赛事在内的所有2020–21赛季的国际速度滑冰比赛出台了相应措施，包括限制相关人员与外界的接触、强制相关人员在规定场合下佩戴口罩、定期对相关人员进行病毒检测等。
由于国际体育仲裁法庭于2020年12月17日作出判决，禁止存在国家级体育禁药问题的俄罗斯在两年内以国家名义参加国际大赛，该队在该赛事以“俄罗斯滑冰联盟”（Russian Skating Union）的名义参加比赛。

## 赛程安排
所有时间均为欧洲中部时间（UTC+1）
| 日期    | 时间  | 项目           |
| ------- | ----- | -------------- |
| 2月11日 | 14:50 | 女子3000米     |
| 2月11日 | 16:01 | 男子5000米     |
| 2月12日 | 15:10 | 女子团体追逐赛 |
| 2月12日 | 15:33 | 男子团体追逐赛 |
| 2月12日 | 16:13 | 男子500米      |
| 2月12日 | 16:56 | 女子500米      |
| 2月13日 | 15:13 | 女子1000米     |
| 2月13日 | 16:02 | 男子1000米     |
| 2月13日 | 16:55 | 女子集体出发赛 |
| 2月13日 | 17:10 | 男子集体出发赛 |
| 2月14日 | 12:35 | 女子1500米     |
| 2月14日 | 13:32 | 男子1500米     |
| 2月14日 | 14:28 | 女子5000米     |
| 2月14日 | 15:35 | 男子10000米    |

## 奖牌榜
*   主办国家/地区（荷蘭）
| 排名                     | 国家 / 地区              | 金牌 | 銀牌 | 銅牌 | 总计 |
| ------------------------ | ------------------------ | ---- | ---- | ---- | ---- |
| 1                        | 荷蘭*                    | 7    | 6    | 5    | 18   |
| 2                        | 美国                     | 2    | 1    | 0    | 3    |
| 3                        | 瑞典                     | 2    | 0    | 0    | 2    |
| 4                        | 俄罗斯滑冰联盟           | 1    | 3    | 7    | 11   |
| 5                        | 加拿大                   | 1    | 3    | 1    | 5    |
| 6                        | 挪威                     | 1    | 0    | 0    | 1    |
| 7                        | 捷克                     | 0    | 1    | 0    | 1    |
| 8                        | 比利时                   | 0    | 0    | 1    | 1    |
| 总计（共8个国家 / 地区） | 总计（共8个国家 / 地区） | 14   | 14   | 14   | 42   |

## 奖牌得主

### 男子
| 项目       | 金牌                                                   | 金牌         | 银牌                                              | 银牌      | 铜牌                                                              | 铜牌         |
| 500米      | 洛朗·迪布勒伊 · 加拿大                                 | 34.398       | 帕维尔·库利日尼科夫 俄罗斯滑冰联盟                | 34.540    | 戴戴·恩塔布 · 荷蘭                                                | 34.628       |
| 1000米     | 凯·弗尔拜 · 荷蘭                                       | 1:08.052     | 帕维尔·库利日尼科夫 俄罗斯滑冰联盟                | 1:08.313  | 洛朗·迪布勒伊 · 加拿大                                            | 1:08.569     |
| 1500米     | 托馬斯·克羅爾 · 荷蘭                                   | 1:43.752     | 克耶尔德·努伊斯 · 荷蘭                            | 1:44.110  | 帕特里克·鲁斯特 · 荷蘭                                            | 1:45.493     |
| 5000米     | 尼爾斯·范德普爾 · 瑞典                                 | 6:08.395 NR  | 帕特里克·鲁斯特 · 荷蘭                            | 6:10.050  | 謝爾蓋·特羅菲莫夫 俄罗斯滑冰联盟                                  | 6:13.020     |
| 10000米    | 尼爾斯·范德普爾 · 瑞典                                 | 12:32.952 WR | 约里特·贝尔赫斯马 · 荷蘭                          | 12:45.868 | 亚历山大·鲁缅采夫 俄罗斯滑冰联盟                                  | 12:54.746 NR |
| 团体追逐赛 | 荷蘭 · 马塞尔·博斯克 · 帕特里克·鲁斯特 · 贝奥·斯内林克 | 3:41.429     | 加拿大 · 乔丹·贝尔科斯 · 特德-扬·布卢门 · 康纳·豪 | 3:41.711  | 俄罗斯滑冰联盟 Danila Semerikov 謝爾蓋·特羅菲莫夫 魯斯蘭·扎哈羅夫 | 3:42.662     |
| 集体出发赛 | 喬伊·曼蒂亞 · 美国                                     | 60           | Arjan Stroetinga · 荷蘭                           | 40        | 巴爾特·斯溫斯 · 比利时                                            | 21           |

### 女子
| 项目       | 金牌                                                 | 金牌     | 银牌                                                   | 银牌     | 铜牌                                                                   | 铜牌     |
| 500米      | 安格林娜·戈利科娃 俄罗斯滑冰联盟                     | 37.141   | 费姆克·科克 · 荷蘭                                     | 37.281   | 奥莉加·法特库林娜 俄罗斯滑冰联盟                                       | 37.455   |
| 1000米     | 布里塔妮·鮑 · 美国                                   | 1:14.128 | 尤塔·萊爾丹 · 荷蘭                                     | 1:14.672 | 伊丽莎白·戈卢别娃 俄罗斯滑冰联盟                                       | 1:14.848 |
| 1500米     | 朗妮·维克隆 · 挪威                                   | 1:54.613 | 布里塔妮·鮑 · 美国                                     | 1:55.034 | 叶夫根尼娅·拉连科娃 俄罗斯滑冰联盟                                     | 1:55.099 |
| 3000米     | 安托瓦内特·德容 · 荷蘭                               | 3:58.470 | 马丁娜·萨布利科娃 · 捷克                               | 3:58.579 | 伊雷妮·斯豪滕 · 荷蘭                                                   | 3:59.757 |
| 5000米     | 伊雷妮·斯豪滕 · 荷蘭                                 | 6:48.537 | 纳塔利娅·沃罗宁娜 俄罗斯滑冰联盟                       | 6:50.997 | 卡莱因·阿赫特雷克特 · 荷蘭                                             | 6:52.220 |
| 团体追逐赛 | 荷蘭 · 安托瓦内特·德容 · 伊雷妮·斯豪滕 · 伊伦·伍斯特 | 2:55.795 | 加拿大 · 伊萬妮·布隆丁 · 瓦莱里·马太 · 伊莎貝爾·韋德曼 | 2:55.973 | 俄罗斯滑冰联盟 伊丽莎白·戈卢别娃 叶夫根尼娅·拉连科娃 纳塔利娅·沃罗宁娜 | 2:59.358 |
| 集体出发赛 | 瑪麗克·格勒內沃德 · 荷蘭                             | 60       | 伊萬妮·布隆丁 · 加拿大                                 | 42       | 伊雷妮·斯豪滕 · 荷蘭                                                   | 20       |